# Cylindromyia scapularis
Cylindromyia scapularis là một loài ruồi trong họ Tachinidae.